# Pembroke Athleta FC
El Pembroke Athleta FC es un equipo de fútbol de Malta que juega en la Premier League de Malta, la liga de fútbol más importante del país.

## Historia
Fue fundado en el año 1962 en la ciudad de Pembroke como un equipo amateur y bajo el nombre de Athleta Juvenis, y jugando en las divisiones amateur de Malta.
Fue hasta 1994 que decidieron competir en la Tercera División de Malta y cambiaron su nombre por el que tienen actualmente, ganando el título de la categoría por primera vez en la temporada 2011/12, logrando el ascenso a la segunda división, liga en la cual estuvieron 2 años hasta que consiguieron el ascenso a la Primera División de Malta por primera vez en su historia.

## Palmarés (3)
- Primera División de Malta (1): 2014/15
- Tercera División de Malta (1): 2011/12
- Copa Noel Muscat (1): 2012

## Entrenadores
- Roland Sollars (2005-2006)
- Roland Sollars (2008-2009)[2]
- Ricky Pace (2011-2012)
- Jacques Scerri (2012-2013)
- Vojko Martinovic (2013-2014)
- Jacques Scerri (2014-2015)
- Winston Mucat (2015-)